# 鈴木共子
鈴木 共子（すずき きょうこ、1914年10月22日 - 2002年8月11日）は、東京生まれのヴァイオリニストである。

## 経歴
1935年、東京音楽学校本科器楽部ヴァイオリン専攻を卒業。1936年、時事新報社主催の第5回音楽コンクール（現在の日本音楽コンクール）で第2位となる。1938年～1940年、フランスに留学、ボリス・カメンスキーに師事した。1949年、第1回毎日音楽特別賞を受賞。1961年の桐朋学園大学創立以来教授を務めた。2002年5月、「米寿を祝うコンサート」が開かれ、教え子である古澤巌、渡辺玲子、荒井英治、植村理葉、植村菜穂、西野優子などが出演した。同年8月、脳梗塞のため87歳で亡くなった。